# Bitterfeld (plaats)

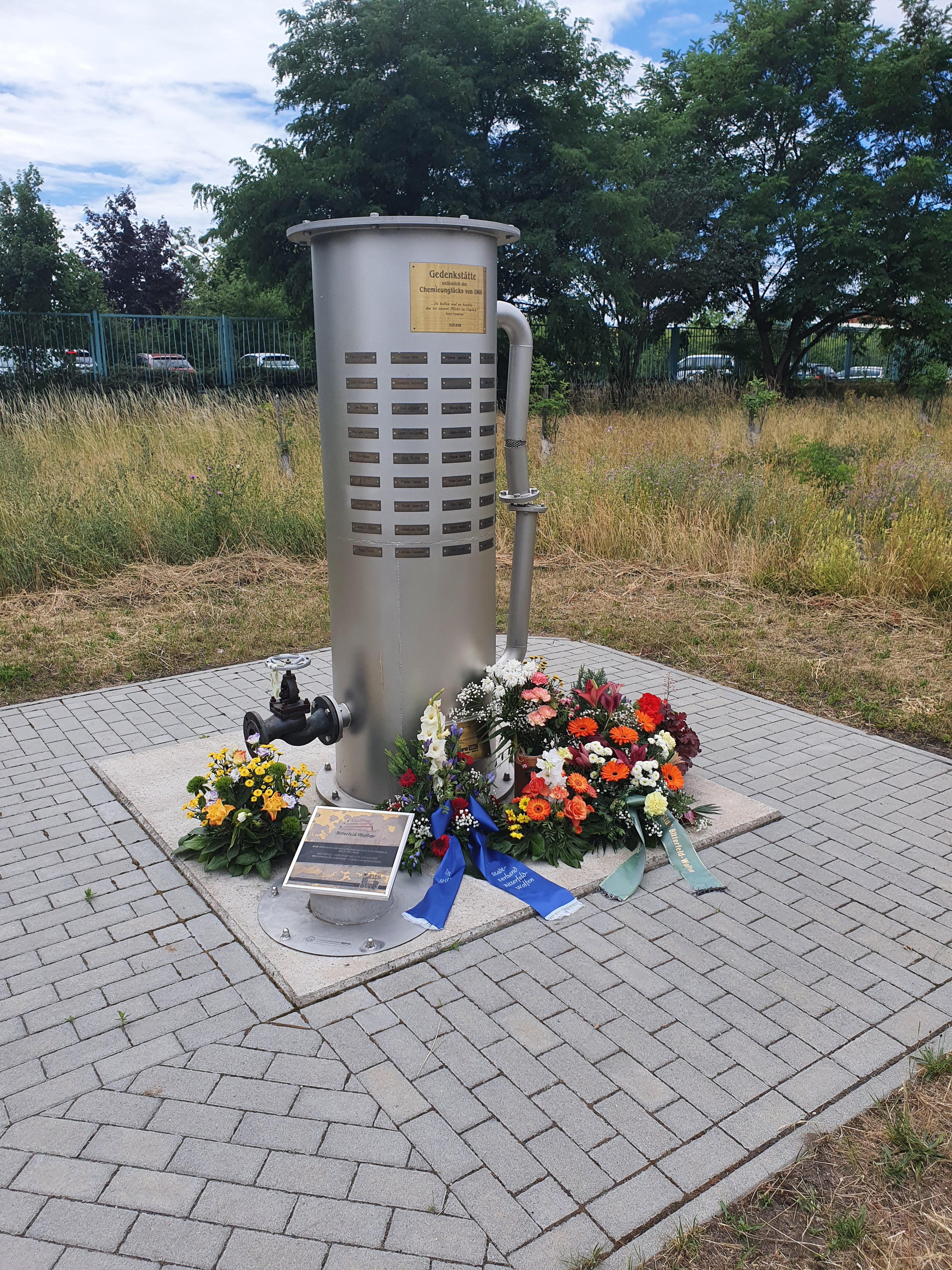
Monument slachtoffers bedrijfsongeval in een PVC-fabriek, 11 juli 1968

Bitterfeld was een plaats en voormalige gemeente in de Duitse deelstaat Saksen-Anhalt, gelegen in de Landkreis Anhalt-Bitterfeld.  Sinds 1 juli 2007 maakt Bitterfeld deel uit van Bitterfeld-Wolfen. De plaats telde volgens de gemeentelijke website eind 2024 bijna 15.000 inwoners.

## Geschiedenis
Zie ook onder: Bitterfeld-Wolfen.
- De eerste vermelding van Bitterfeld is van 28 juni 1224.
- In de Dertigjarige Oorlog is Bitterfeld door de Zweden geplunderd (1637)
- Na 1837: vestiging van industrie en aansluiting op het spoornet
- 11 juli 1968: bedrijfsongeval in een PVC-fabriek, bij de explosie vallen 42 doden en 270 gewonden, de fabriek is grotendeels verwoest; de DDR verbetert daarop in 1970 haar wetgeving op het gebied van veiligheid in de industrie
- 1974-1993 Barnsteen-winning in dagbouw; de 10 m dikke laag barnsteen kwam tevoorschijn onder een weggegraven laag bruinkool.
- 1988: De West-Duitse televisie bericht uitvoerig over de enorme milieuvervuiling te Bitterfeld,  veroorzaakt door o.a. de chemische industrie en de bruinkoolwinning.

Een belangrijke impuls voor de ontwikkeling van Bitterfeld was de Eerste Wereldoorlog. Duitsland was van de wereldmarkt afgesneden en zocht via de chemische industrie naar mogelijkheden om vervangende producten voor niet meer verkrijgbare grondstoffen te maken.
Voor de Tweede Wereldoorlog was Bitterfeld een modern industrieel centrum en een belangrijke vestigingsplaats van de IG Farben. Ten tijde van de DDR werd Bitterfeld het symbool van de enorme milieuvervuiling in het Oostblok. Na de omwenteling van 1989 zijn miljarden euro's in het gebied geïnvesteerd, enerzijds om de volledige verouderde chemische industriecomplexen te moderniseren, anderzijds om de gigantische vervuiling op te ruimen. Een deel van de dagbouw-groeven is veranderd in een meren- en recreatiegebied.

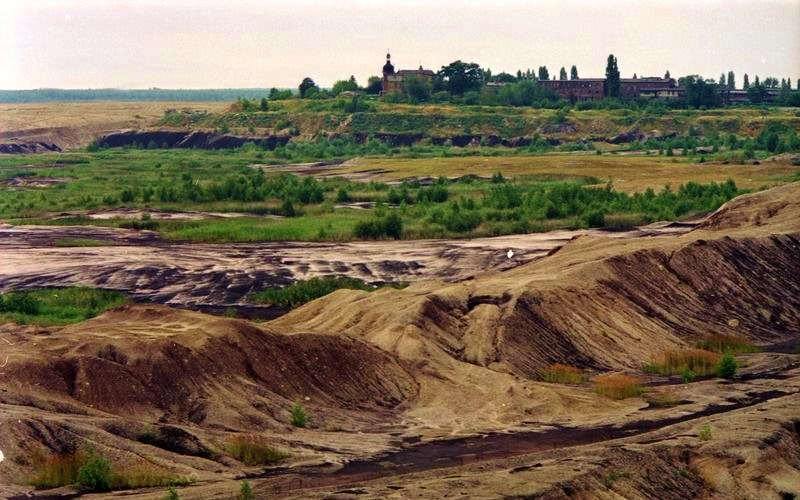
1991: landschap achtergelaten na dagbouwactiviteiten

In Bitterfeld zijn veel arbeidsplaatsen verloren gegaan, maar Bitterfeld is nog steeds een belangrijke vestigingsplaats voor chemiebedrijven als Bayer, Degussa en Akzo.